# روسك
روسك، تكساس

روسك (بالإنجليزية: Rusk)‏ هي مدينة أمريكية تقع في ولاية تكساس.تبلغ مساحة هذه المدينة 17.7 (كم²)،ويبلغ عدد سكانها 5191 نسمة حسب إحصاء سنة 2010 م. تشير إحصاءات سنة 2000م بأن الكثافة السكانية في هذه المدينة تقدر بـ(287.8) نسمة/كم2.

## التركيبة السكانية
حدّد مكتب تعداد الولايات المتحدة بيانات التركيبة السكانية لروسك في تعداد الولايات المتحدة. في ما يلي، التركيبة السكانية حسب تعدادي 2000 و2010.

### تعداد عام 2000
بلغ عدد سكان روسك 5,085 نسمة بحسب تعداد عام 2000، وبلغ عدد الأسر 1,306 أسرة وعدد العائلات 867 عائلة مقيمة في المدينة. في حين سجلت الكثافة السكانية 270.5 نسمة لكل كيلومتر مربع (700.6/ميل2). وبلغ عدد الوحدات السكنية 1,539 وحدة بمتوسط كثافة قدره 81.9 لكل كيلومتر مربع (212.1/ميل2).
وتوزع التركيب العرقي للمدينة بنسبة 62.71% من البيض و30.01% من الأمريكيين الأفارقة و0.18% من الأمريكيين الأصليين و0.96% من الأمريكيين ذوي الأصول الآسيوية و5.15% من الأعراق الأخرى و0.98% من عرقين مختلطين أو أكثر و6.92% من الهسبانيون أو اللاتينيون من أي عرق.
بلغ عدد الأسر 1,306 أسرة كانت نسبة 35.8% منها لديها أطفال تحت سن الثامنة عشر تعيش معهم، وبلغت نسبة الأزواج القاطنين مع بعضهم البعض 45.6% من أصل المجموع الكلي للأسر، ونسبة 17.5% من الأسر كان لديها معيلات من الإناث دون وجود شريك، بينما كانت نسبة 3.4% من الأسر لديها معيلون من الذكور دون وجود شريكة وكانت نسبة 33.6% من غير العائلات. تألفت نسبة 30.9% من أصل جميع الأسر من عدة أفراد يعيشون في نفس المنزل ونسبة 16% كانت تتألف من شخص يعيش بمفرده يبلغ من العمر 65 عاماً أو أكثر. وبلغ متوسط حجم الأسرة المعيشية 2.44، أما متوسط حجم العائلات فبلغ 3.05.
بلغ العمر الوسطي للسكان 37.8 عاماً. وكانت نسبة 17.3% من القاطنين تحت سن الثامنة عشر، وكانت نسبة 5.6% بين الثامنة عشر والرابعة والعشرين عاماً، ونسبة 16% كانت واقعةً في الفئة العمرية ما بين الخامسة والعشرين والرابعة والأربعين عاماً، ونسبة 13.4% كانت ما بين الخامسة والأربعين والرابعة والستين، ونسبة 10.3% كانت ضمن فئة الخامسة والستين عاماً فما فوق. يوجد لكل 100 أنثى 85.1 ذكر، ويوجد لكل 100 أنثى في الثامنة عشر من عمرها فما فوق 78.7 ذكر.
بلغ متوسط دخل الأسرة في المدينة 27,370 دولارًا، أما متوسط دخل العائلة فبلغ 33,952 دولارًا. وكان متوسط دخل الذكور 24,271 دولارًا مقابل 22,438 دولارًا للإناث. وسجل دخل الفرد الخاص بالمدينة 11,688 دولارًا. وكانت نسبة 16.2% من العائلات ونسبة 21.5% من السكان تحت خط الفقر، وكان من هؤلاء نسبة 29.4% تحت سن الثامنة عشر ونسبة 21% في الخامسة والستين من العمر وما فوق.

### تعداد عام 2010
بلغ عدد سكان روسك 5,551 نسمة بحسب تعداد عام 2010، وبلغ عدد الأسر 1,380 أسرة وعدد العائلات 932 عائلة مقيمة في المدينة. في حين سجلت الكثافة السكانية 295.3 نسمة لكل كيلومتر مربع (764.8/ميل2). وبلغ عدد الوحدات السكنية 1,596 وحدة بمتوسط كثافة قدره 84.9 لكل كيلومتر مربع (219.9/ميل2).
وتوزع التركيب العرقي للمدينة بنسبة 67.50% من البيض و26.54% من الأمريكيين الأفارقة و0.18% من الأمريكيين الأصليين و0.49% من الأمريكيين ذوي الأصول الآسيوية و3.40% من الأعراق الأخرى و1.89% من عرقين مختلطين أو أكثر و12.05% من الهسبانيون أو اللاتينيون من أي عرق.
بلغ عدد الأسر 1,380 أسرة كانت نسبة 37.5% منها لديها أطفال تحت سن الثامنة عشر تعيش معهم، وبلغت نسبة الأزواج القاطنين مع بعضهم البعض 43.5% من أصل المجموع الكلي للأسر، ونسبة 19.1% من الأسر كان لديها معيلات من الإناث دون وجود شريك، بينما كانت نسبة 4.9% من الأسر لديها معيلون من الذكور دون وجود شريكة وكانت نسبة 32.5% من غير العائلات. تألفت نسبة 27.5% من أصل جميع الأسر من عدة أفراد يعيشون في نفس المنزل ونسبة 12.2% كانت تتألف من شخص يعيش بمفرده يبلغ من العمر 65 عاماً أو أكثر. وبلغ متوسط حجم الأسرة المعيشية 2.60، أما متوسط حجم العائلات فبلغ 3.20.
بلغ العمر الوسطي للسكان 38.8 عاماً. وكانت نسبة 19.3% من القاطنين تحت سن الثامنة عشر، وكانت نسبة 9% بين الثامنة عشر والرابعة والعشرين عاماً، ونسبة 31.7% كانت واقعةً في الفئة العمرية ما بين الخامسة والعشرين والرابعة والأربعين عاماً، ونسبة 29% كانت ما بين الخامسة والأربعين والرابعة والستين، ونسبة 11% كانت ضمن فئة الخامسة والستين عاماً فما فوق. وتوزع التركيب الجنسي للسكان بنسبة 61.7% ذكور و38.3% إناث.

## أعلام
- هايني أودوم
- جيم هوغ
- كودي غلين
- توماس ميتشل كامبل
- جورج كوشران